# Mathilde Berdenis van Berlekom
Mathilde Berdenis van Berlekom (Middelburg, 14 maart 1862 – Amsterdam, 22 april 1952), ook wel bekend als Mathilde Wibaut, was politica en feministe. Ze was getrouwd met Floor Wibaut, de bekende Amsterdamse wethouder. Zelf is ze vooral bekend als voorzitster van de Bond van Sociaal-Democratische Vrouwenclubs.

## Jeugd
Mathilde ("Thiele") Berdenis van Berlekom was een dochter van de arts Johan Pieter Berdenis van Berlekom (1832-1903) en zijn vrouw Josina van den Broecke (1836-1878). Zij groeide op in een vooraanstaand en vooruitstrevend doktersgezin in Middelburg, waarin veel gelezen en gepraat werd. Mathilde was de derde uit dit gezin van negen kinderen. Binnen dit gezin werd er veel waarde gehecht aan het volgen van een serieuze beroepsopleiding en om die reden volgde Mathilde een opleiding op de kweekschool. Hier was zij het enige meisje uit de klas. Zij werkte vervolgens voor een korte periode als hulpdocent op een school in Middelburg om daarna aan een opleiding Nederlands (middelbare akte) te beginnen.

## Huwelijk
Op zestienjarige leeftijd ontmoette Mathilde haar toekomstige man Florentinus Marinus Wibaut (1859-1936), ook wel bekend als Floor, op een Multatuli-bijeenkomst. In plaats van te trouwen, besloot Mathilde eerst een proefverloving met hem aan te gaan. Op deze manier hoefde zij namelijk haar baan in het onderwijs niet op te geven. Het was aan het einde van de negentiende eeuw immers nog geheel ongebruikelijk om als getrouwde vrouw te blijven werken en daarom drong zij aan op een proefverloving. Pas op 23-jarige leeftijd zou Mathilde op 6 mei 1885 met Floor in het huwelijk treden. Later zou hij vooral bekend komen te staan als Amsterdamse SDAP-politicus, maar hij was eerst lange tijd een Middelburgse houthandelaar. Samen kregen zij gedurende hun verblijf in Middelburg vier kinderen, twee dochters en twee zoons. Floor Wibaut maakte gedurende deze periode als houthandelaar vele buitenlandse reizen en daarom lag de opvoeding van hun kinderen vooral in handen van Mathilde. Na de eerste tien jaar van hun huwelijk kozen Mathilde en haar man voor anticonceptie, zodat zij zich volledig op haar feministische politieke ambities kon richten. Haar nadruk lag hierbij vooral op de politieke bewustmaking en persoonlijke ontwikkeling van arbeidsvrouwen.

## Politieke carrière
Mathilde’s politieke carrière begon met de oprichting van de afdeling van de Vereniging voor Vrouwenkiesrecht in 1895. Dit deed zij samen met onder anderen Henriëtte van der Meij, de eerste vrouwelijke journaliste in Nederland. Mathilde werd zelf afdelingsvoorzitter van de Middelburgse afdeling van de Vereniging voor Vrouwenkiesrecht. Deze Middelburgse afdeling telde ruim veertig leden, waaronder Mathilde’s echtgenoot en enkele familieleden. Onder haar toezicht werden er clubmiddagen en discussieavonden voor meisjes georganiseerd. Deze werden in de eerste jaren nog voornamelijk bij haar thuis gehouden en waren vooral bedoeld voor de meisjes en vrouwen in de omgeving van Middelburg. Op dit soort bijeenkomsten kon er gelezen en gediscussieerd worden over tal van zaken.
Twee jaar later, in 1897 werd zij tegelijkertijd met haar echtgenoot lid van de Sociaal-Democratische Arbeiderspartij (SDAP). Net als vele andere SDAP-leden beëindigde ook zij in 1899 haar activiteiten voor de Vereniging voor Vrouwenkiesrecht als gevolg van een conflict dat ontstond rond de vraag of de vereniging zou toetreden tot het door de SDAP ingestelde Comité voor Algemeen Kiesrecht. Mathilde stapte uiteindelijk uit deze vereniging, omdat deze niet het bredere algemene kiesrecht wilde verdedigen en zich enkel op vrouwenkiesrecht bleef richten. Haar activiteiten binnen het SDAP bestonden voornamelijk uit de oprichting van de vereniging Samen Sterk. Deze vereniging richtte zij samen met Henriëtte van der Meij en Betsy Sannes-Sannes in 1902 op. Deze vereniging van vrouwen hield zich in het bijzonder bezig met emanciperende activiteiten van arbeidersvrouwen, zoals de scholing van arbeidersvrouwen. Zo streefde deze vereniging naar verbetering van de politieke en economische situatie van vrouwen. Naast de gebruikelijke studieavonden voor vrouwen, lukte het de vereniging ook om een huishoudschool en een jeugdbibliotheek in Middelburg op te zetten. Gedurende deze periode was Mathilde ook bestuurslid van deze plaatselijke jeugdbibliotheek.
In 1904 zou er met haar verhuizing naar Amsterdam een einde komen aan haar politieke en maatschappelijke betrokkenheid in Middelburg. Aanleiding voor deze verhuizing was de politieke carrière van haar echtgenoot, desondanks zat deze verhuizing haar eigen politieke agenda zeker niet in de weg. Al snel richtte zij namelijk samen met Carry Pothuis-Smit, Henriette van der Meij en Liede Tilanus de eerste socialistische vrouwenorganisatie op, die ook wel bekend is komen te staan als de Sociaal-Democratische Vrouwenpropagandaclub (SDVC). Deze Amsterdamse club was onderdeel van de SDAP waarmee Mathilde en anderen zich inzetten voor vrouwen kiesrecht, financiële zelfstandigheid van vrouwen, onderwijs voor arbeidsvrouwen en seksuele autonomie van vrouwen. Mathilde was vanaf de oprichting in 1905 tot 1931 voorzitter van de SDVC. Deze Amsterdamse vrouwenpropaganda club ging vanaf 1907 samenwerken met andere vrouwenclubs die op verschillende plaatsen in Nederland waren ontstaan. Deze samenwerking zou in 1908 uitmonden in een officieel samenwerkingsverband onder de naam Bond van Sociaal-Democratische Vrouwenclubs (BSDVC). Al in 1908 zou deze bond 206 afdelingen met ruim 12.500 leden tellen. Ook van deze bond was Mathilde tot 1935 de voorzitster. Vanaf de oprichting probeerde de BSDVC zich een zelfstandige positie binnen de SDAP te verwerven en uiteindelijk zou de BSDVC pas in 1914 als zelfstandige partijorganisatie worden erkend dat ruimte bood aan tal van vrouwenopvattingen.
Naast de nadruk op vrouwenkiesrecht was het recht op betaald werk voor (gehuwde) vrouwen ook een belangrijk thema van de BSDVC. Gedurende deze periode en dus ook binnen de SDAP waren regelmatig geluiden te horen voor het nemen van beperkende maatregelen omtrent betaald werk van gehuwde vrouwen, soms waren er zelfs geluiden te horen die aangaven betaald werk voor vrouwen in zijn geheel te verbieden. Mathilde ging graag over dit onderwerp in discussie en volgens haar waren er twee voorname redenen aan te wijzen voor het belang van betaald werk voor vrouwen. Aan de ene kant wees zij op economische zelfstandigheid die vrouwen hiermee verkregen en aan de andere kant wees zij op de actieve deelname van vrouwen binnen de samenleving. Een ander thema dat door Mathilde van belang werd geacht was het zelfbeschikkingsrecht van vrouwen over de keus voor het moederschap. Volgens haar dienden vrouwen namelijk zelf te kunnen beslissen wanneer en hoeveel kinderen zij wilden krijgen. Mathilde pleitte daarnaast ook voor arbeidstijdverkorting voor mannen, zodat zij mee konden helpen aan het huishouden en in de opvoeding. Op deze manier konden vrouwen een zelfstandige positie binnen zowel de samenleving als in het huwelijk innemen. Mathilde had dan ook een duidelijk visie op het huwelijk, wat zij ‘als een maatschappelijke instelling’ beschouwde. Zo publiceerde zij samen met haar echtgenoot in 1932 het boek Wordend Huwelijk, waarin zij pleitten voor meer bewegingsruimte voor vrouwen binnen het huwelijk. Dankzij financiële zelfstandigheid van vrouwen, konden man en vrouw binnen het huwelijk volgens hen als gelijken worden beschouwd. Dit boek leidde tot veel discussie binnen zowel de BSDVC als daarbuiten. Aanleiding hiervoor was voornamelijk het pleidooi van het echtpaar in dit boek voor het gebruik van voorbehoedsmiddelen en hun tolerante houding ten aanzien van buitenechtelijke relaties. Het was voor die tijd ongewoon om over huwelijk en seksualiteit te schrijven en dit boek riep om die reden enige tegenstand op binnen de samenleving.
Ook in de jaren twintig en dertig van de twintigste eeuw bleef Mathilde een belangrijke voorvechter voor de economische zelfstandigheid van vrouwen. Zo voerde zij actie tegen regeringsmaatregelen die vrouwelijke arbeid buitenshuis beperkten en ontslag voor gehuwde vrouwelijke ambtenaren nastreefden. Tegelijkertijd verschoof de nadruk van de BSDVC in deze periode ook naar het thema van antimilitarisme. Op dit gebied werkte de BSDVC veel samen met andere vrouwenorganisaties, zoals de Internationale Vrouwenbond voor Vrede en Vrijheid. De BSDVC hief zichzelf echter aan het begin van de Tweede Wereldoorlog op en Mathilde trok zich hiermee terug uit de politiek. Pas na de Tweede Wereldoorlog werd Mathilde Wibaut weer politiek actief. Zo was zij sinds de oprichting in 1946 al lid van de Partij van de Arbeid (PvdA). Kort voor haar overlijden in 1952, schreef zij nog het boek Herinneringen waarin zij de socialistische vrouwenbeweging aanduidt als ‘Strijd voor Bevrijding’. In dit geval doelde zij hierbij op bevrijding van kapitalistische en seksuele overheersing. Mathilde eindigt dit boek vervolgens met de vraag: ‘Is de strijd thans in 1952 volstreden?’ Dit boek zou pas in 1976 in druk verschijnen.